# Yuck
Gli Yuck sono stati un gruppo rock britannico formatosi a Londra nel 2009.

## Storia del gruppo
I due fondatori del gruppo, Daniel Blumberg e Max Bloom, militavano precedentemente nei Cajun Dance Party. Il primo album, l'eponimo Yuck, è uscito nel febbraio 2011, pubblicato dalla Fat Possum Records nel Regno Unito e dalla Mercury Records negli Stati Uniti.
Senza il cantante e chitarrista Daniel Blumberg, uscito dalla band nel 2013, il gruppo registra Glow and Behold, secondo album in studio uscito nel settembre 2013 e prodotto da Chris Coady. Nell'aprile 2014 viene diffuso l'EP Southern Skies.
Nel febbraio 2016 la band pubblica, per Mamé Records, il suo terzo disco Stranger Things.
Il 15 febbraio 2021 il gruppo ha annunciato sul loro profilo Twitter lo scioglimento ufficiale. Hanno deciso di rivelarlo in occasione del decimo anniversario del loro primo album, che in occasione dell'evento è uscito in edizione deluxe su Bandcamp .

## Formazione

### Ultima formazione
- Max Bloom – chitarra, voce
- Mariko Doi – basso, voce
- Jonny Rogoff – batteria, voce
- Ed Hayes – chitarra (dal 2013)

### Ex componenti
- Daniel Blumberg – voce, chitarra (2009-2013)

## Discografia

### Album in studio
- 2011 – Yuck
- 2013 – Glow & Behold
- 2016 – Stranger Things

### EP
- 2014 – Southern Skies

### Singoli
- 2010 – Rubber
- 2010 – Georgia
- 2011 – Holing Out
- 2011 – Get Away
- 2011 – The Wall
- 2011 – Shook Down/Milkshake
- 2012 – Chew
- 2013 – Rebirth
- 2013 – Middle Sea
- 2013 – Lose My Breath
- 2014 – Southern Skies
- 2015 – Hold Me Closer
- 2016 – Hearts in Motion
- 2016 – Cannonball